# Ulvi Vehbiu
Ulvi Vehbiu (ur. 31 maja 1931 w Gjirokastrze, zm. 15 czerwca 2010 w Stanach Zjednoczonych) – albański psychiatra i neurochirurg, wydawca podręczników poświęconych psychiatrii.

## Życiorys
W 1956 roku ukończył studia medyczne na Pierwszym Moskiewskim Instytucie Medycznym, po ich ukończeniu specjalizował się w dziedzinie neuropsychiatrii. W tym roku wrócił do Albanii, gdzie rozpoczął pracę jako wykładowca z dziedziny psychiatrii.
W 1961 roku obronił stopień kandydata nauk medycznych.
W 1971 roku uzyskał tytuł docenta i specjalizował się w Paryżu z treningu autogennego Schultza.
W latach 1972–1993 był redaktorem naczelnym Biuletynu Nauk Medycznych Uniwersytetu Tirańskiego.
W 1986 roku Vehbiu obronił tytuł doktora nauk, a po dwóch latach został profesorem.
Przetłumaczył na język albański kryteria diagnostyczne chorób: ICD-9 i DSM-III wydanego przez Amerykańskie Towarzystwo Psychiatryczne; tłumaczenie zostało wydane w 1989 roku.
We wrześniu 1993 roku przeszedł na emeryturę i resztę życia spędził w Stanach Zjednoczonych.

## Badania
W 1986 roku badał przebieg schizofrenii i możliwości leczenia jej leki przeciwpsychotycznymi (neuroleptykami).

## Prace naukowe[1]
- Sëmundjet mendore (1964)
- Leksione mbi psikopatologjinë e përgjithshme (1966)
- Skizofrenia dhe psikozat organike skizofreniforme (1966)
- Lëndët psikotrope (1974)
- Psikiatria ligjore (1975)
- Udhërrëfyes i psikiatrisë klinike (1975)
- Skizofrenia dhe psikozat e ngjashme me të (1976)
- Neurozat (1977)